# Niefernheim
Niefernheim ist ein Ortsteil der Ortsgemeinde Zellertal im Donnersbergkreis in Rheinland-Pfalz.

## Geographische Lage
Der Ort liegt im Osten der Ortsgemeinde Zellertal am Ostrand des Nordpfälzer Berglandes, das in diesem Bereich ins Alzeyer Hügelland übergeht. Die in Ost-West-Richtung verlaufende Pfrimm streift den südlichen Rand des Siedlungsgebiets. Zu Niefernheim gehören zusätzlich die Wohnplätze Haus Lauer und Reitzenmühle. Unmittelbar östlich verläuft die Grenze zum  Landkreis Alzey-Worms. Südöstlich befindet sich mit dem Vogelschutzgehölz Hainlust ein Naturdenkmal.

## Geschichte
Bis Ende des 18. Jahrhunderts gehörte der Ort zur Kurpfalz. Von 1798 bis 1814, als die Pfalz Teil der Französischen Republik (bis 1804) und anschließend Teil des Napoleonischen Kaiserreichs war, war Niefernheim in den Kanton Göllheim eingegliedert, bildete mit dem benachbarten Zell eine Gemeinde und unterstand der Mairie Harxheim. Ab 1816 gehörte Niefernheim zum Bezirk Rheinpfalz des Königreiches Bayern. Von 1818 bis 1862 war Niefernheim Bestandteil des Landkommissariat Kirchheim, das anschließend in ein Bezirksamt umgewandelt wurde.
1928 hatte der Ort 199 Einwohner, die in 38 Wohngebäuden lebten. Sowohl die Katholiken als auch die Protestanten gehörten seinerzeit zu Pfarrei von Zell. 1938 wurde der Ort in den Landkreis Kirchheimbolanden eingegliedert. Nach dem Zweiten Weltkrieg wurde Niefernheim innerhalb der französischen Besatzungszone Teil des 1946 neu gebildeten Landes Rheinland-Pfalz. Im Zuge der ersten rheinland-pfälzischen Verwaltungsreform wechselte der Ort am 7. Juni 1969 in den neu geschaffenen Donnersbergkreis. Bis Ende 1975 war Niefernheim eine eigenständige Gemeinde; zum 1. Januar 1976 wurde der Ort zusammen mit den Nachbargemeinden Harxheim und Zell zu der neu geschaffenen Ortsgemeinde Zellertal zusammengelegt.

## Politik
Niefernheim ist als Ortsbezirk ausgewiesen und wird von einem Ortsbeirat und einem Ortsvorsteher politisch vertreten.
Der Ortsbeirat besteht aus fünf Ortsbeiratsmitgliedern, die bei der Kommunalwahl am 9. Juni 2024 per Mehrheitswahl gewählt wurden, und dem ehrenamtlichen Ortsvorsteher als Vorsitzendem.
Kristof Puder wurde am 4. Juli 2024 Ortsvorsteher von Niefernheim. Da bei der Direktwahl am 9. Juni 2024 kein Wahlvorschlag eingereicht wurde, oblag die Neuwahl des Ortsvorstehers gemäß rheinland-pfälzischer Gemeindeordnung dem Ortsbeirat. Dieser entschied sich auf seiner konstituierenden Sitzung für Kristof Puder.
Puders Vorgänger Elmar Schüttler war im August 2019 vom damaligen Ortsbeirat gewählt worden. Er war Nachfolger von Paul Lorenz, der nicht mehr kandidiert hatte.

## Infrastruktur
Niefernheim ist ein Winzerort. 1873 folgte die Eröffnung der Zellertalbahn; obwohl die Strecke unweit des südlichen Siedlungsrand verläuft, entstand der nächstgelegene Bahnhof im benachbarten Harxheim und trug die Bezeichnung Harxheim-Zell. Der Personenverkehr wurde 1983 eingestellt, 2001 an Sonn- und Feiertagen während der Sommersaison jedoch reaktiviert. Durch den Ort führt die Kreisstraße 66 die ihn mit Zell und Wachenheim (Pfrimm) verbindet. Im Süden verläuft die Bundesstraße 47. Mit dem Spritzenhaus, dem Weingut Herr, einer Hofanlage und dem Glockenturm existieren insgesamt vier Objekte, die unter Denkmalschutz stehen. Bis November 2015 gehörte der Ort katholischerseits zur Pfarrei St. Philipp von Zell, seither ist er Bestandteil der Pfarrei Hl. Philipp der Einsiedler.

## Söhne und Töchter des Ortes
- Wilhelm Schäfer (1881–1968), Pädagoge